# Ratusz przy ul. Rynek 16 w Sanoku
Ratusz w Sanoku – pierwotny budynek magistratu miejskiego w Sanoku.
Stanowił siedzibę ratusza w Sanoku, który przeniesiono do budynku pod adresem Rynek 1. Oba obiekty położone są naprzeciw siebie na sanockim rynku.

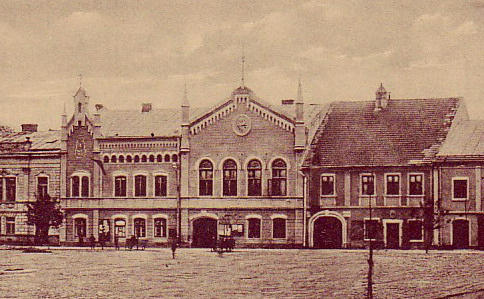
Ratusz w 1905.

## Historia
Kalendarium
- 1339 przywilej lokacyjny wydany przez księcia Jerzego nakazuje wzniesienie przez wójta ratusza oraz kramów kupieckich,
- 1366 potwierdzenie przez króla Kazimierza Wielkiego przywileju lokacyjnego Sanoka na prawie magdeburskim.
- 1756 budowa nowego drewnianego ratusza
- 1782 pożar ratusza
- 1786 budowa nowego eklektycznego ratusza
- 1989 ostatnie posiedzenie rady miejskiej i przeprowadzka do nowego gmachu
- 2007 rewitalizacja rynku i ratusza

Pierwotnie istniejący ratusz sanocki był położony w miejscu pomiędzy obecnymi budynkami, spłonął w 1680 (zarys jego położenia został odwzorowany na bruku rynku). Stary sanocki eklektyczny ratusz miejski z końca XVIII wieku, znajduje się we wschodniej pierzei rynku. Został wybudowany przez władze austriackie w miejsce dawnego drewnianego ratusza, wybudowanego po pożarze w roku 1756 i wspomnianym po lustracji w 1766. Ten drewniany ratusz o dwóch kondygnacjach przeznaczony był dla sądów miejskich, propinacji i rzeźników, spłonął w 1782.
Nowy murowany ratusz powstał na przełomie XIX i XX wieku. Pierwszym etapem było wykupienie przez władze miasta parterowych domów o numerach 13 (od Arona Ramera)) i nr 12 (w 1887 od Berty Spiro; wcześniej po tym numerem zamieszkiwał Ichel Herzig). W 1892 został przeprowadzony gruntowny remont i przebudowa według projektu Władysława Beksińskiego, zrównano linie drzwi i okien. W 1908 nabyto dom nr 14, po czym za sprawą koncepcji inż. Beksińskiego nadano elewacjom całości jednolitą fasadę, utworzono dwa boczne skrzydła budynku, a finalnie obiekt zyskał jednolity charakter.
25 sierpnia 1900 ratusz i rada gminna zostały odwiedzone przez lustrującego teren Namiestnika Galicji Leona Pinińskiego.
Po 1918 na potrzeby ratusza adaptowano również sąsiednią kamienicę od strony klasztoru franciszkańskiego. W 1934 roku w wyniku kolejnej przebudowy włączono w jego całość sąsiednią kamienicę po jego południowej stronie. Stało się to za kadencji burmistrza Jana Rajchla. O renowacji informuje o tym metalowa chorągiewka z wydrążoną datą roku "1934", zainstalowana na wieżyczce południowej części ratusza. Analogiczna chorągiewka znajdująca się na wieżyczce północnej, pierwotnej części ratusza, zawiera napis rok "1892". W latach 30. XX wieku (II Rzeczpospolita) w budynku pod ówczesnym numerem 13 mieściło się biuro zarządu miejskiego, koszary miejskiej straży pożarnej, a na 1. piętrze była sala posiedzeń. Ponadto do adresu nr 16 był przypisany posterunek Policji Państwowej.
Na elewacji frontowej budynku znajduje się umieszczony centralnie zegar, pierwotnie wykonany w firmie Najdera w Pradze pod koniec XIX wieku. Uruchomiony 1 lutego 1906 roku, zaś w 2007 wymieniono w nim mechanizm. Na elewacjach szczytów wieżyczek znajdują się odnowione emblematy z lat 30. XX wieku: na lewej (północnej) Herb Sanoka, na prawej (południowej) godło Rzeczypospolitej Polskiej autorstwa Stanisława Piątkiewicza. Wejście główne do budynku, a jednocześnie prowadzące na dziedziniec od strony wschodniej, stanowi dwuczęściowa brama.
W okresie PRL w budynku mieściło się Prezydium Miejskiej Rady Narodowej (MRN) (pod ówczesnym adresem Plac Rewolucji Październikowej 16; na fasadzie budynku pod zegarem widniał napis Miejska Rada Narodowa) do 1972. W 1971 trwały prace konserwacyjno-remontowe budynku. W 1975 budynek został odnowiony. Do początku lat 80. w budynku ratusza swoją siedzibę miała Komenda Hufca Sanok.
Wizerunek ratusza został uwieczniony na wybitym w 1984 medalu Miasto Sanok. Nadanie praw miejskich 20 stycznia 1339 roku, zaprojektowanego przez Czesława Dźwigaja.
11 maja 1989 w budynku otwarto oddział Związku Ukraińców w Polsce. Budynek został wpisany do wojewódzkiego (A-901 z 31 sierpnia 1992) oraz do gminnego rejestru zabytków.
Aktualna siedziba władz miejskich znajduje się przy zachodniej pierzei rynku w budynku przy ul. Rynek 1. W starym ratuszu siedzibę mają instytucje, filie partii politycznych, punkty handlowe i usługowe.
W budynku działała filia Rolbanku, zaś po wykupieniu tegoż przez oddział Banku Zachodniego S.A. od 15 stycznia 1996 (według innego źródła od 21 marca 1997) do początku XXI wieku. Następnie pomieszczenia zostały wyremontowane i powrócił do niej po kilkudziesięciu latach Okręgowy urząd stanu cywilnego w sierpniu 2005.
W przeszłości fasada budynku była wykonana w odcieniach koloru żółtego (obecnie odcień różu). Z lewej strony do ratusza przylega kamienica przy ul. Rynek 14, a symetrycznie z prawej kamienica przy ul. Rynek 18.